# Episodi di Spazio 1999 (prima stagione)
La prima stagione della serie televisiva Spazio 1999, composta da 24 episodi, venne trasmessa nel Regno Unito tra il 1975 e il 1976.
In Italia, è stata mandata in onda per la prima volta sulla Rete 2 RAI (l'attuale Rai 2) dal 31 gennaio 1976 al 9 gennaio 1977. Nella prima diffusione italiana, gli episodi non sono stati trasmessi nell'ordine cronologico originale.
| nº | Titolo originale            | Titolo italiano                | Prima TV Regno Unito | Prima TV Italia  |
| -- | --------------------------- | ------------------------------ | -------------------- | ---------------- |
| 1  | Breakaway                   | Separazione                    | 4 settembre 1975     | 31 gennaio 1976  |
| 9  | Force of Life               | Forza vitale                   | 24 ottobre 1975      | 1º luglio 1976   |
| 13 | Collision Course            | Rotta di collisione            | 31 ottobre 1975      | 14 novembre 1976 |
| 17 | War Games                   | Mondo proibito                 | 7 novembre 1975      | 31 ottobre 1976  |
| 14 | Death's Other Dominion      | Il pianeta di ghiaccio         | 14 novembre 1975     | 7 novembre 1976  |
| 12 | Voyager's Return            | Il ritorno del Voyager         | 21 novembre 1975     | 15 luglio 1976   |
| 10 | Alpha Child                 | Fiocco azzurro su Alfa         | 28 novembre 1975     | 28 febbraio 1976 |
| 23 | Dragon's Domain             | Il dominio del drago           | 5 dicembre 1975      | 12 dicembre 1976 |
| 22 | Mission of the Darians      | La missione dei Dariani        | 12 dicembre 1975     | 19 dicembre 1976 |
| 3  | The Black Sun               | Sole nero                      | 19 dicembre 1975     | 14 febbraio 1976 |
| 8  | Guardian of Piri            | Il pianeta incantato           | 26 dicembre 1975     | 22 luglio 1976   |
| 16 | End of Eternity             | Fine dell'immortalità          | 9 gennaio 1976       | 28 novembre 1976 |
| 2  | Matter of Life and Death    | Questione di vita o di morte   | 16 gennaio 1976      | 21 febbraio 1976 |
| 5  | Earthbound                  | Destinazione obbligata: Terra  | 4 dicembre 1975      | 7 febbraio 1976  |
| 15 | The Full Circle             | Circolo chiuso                 | 30 gennaio 1976      | 5 dicembre 1976  |
| 6  | Another Time, Another Place | Un altro tempo, un altro luogo | 6 febbraio 1976      | 6 marzo 1976     |
| 21 | The Infernal Machine        | La macchina infernale          | 13 febbraio 1976     | 2 gennaio 1977   |
| 4  | Ring Around the Moon        | Gli occhi di Tritone           | 20 febbraio 1976     | 29 luglio 1976   |
| 7  | Missing Link                | Gli amanti dello spazio        | 27 febbraio 1976     | 5 agosto 1976    |
| 11 | The Last Sunset             | L'ultimo tramonto              | 5 marzo 1976         | 8 luglio 1976    |
| 20 | Space Brain                 | Il cervello spaziale           | 12 marzo 1976        | 26 dicembre 1976 |
| 19 | The Troubled Spirit         | Fantasma su Alpha              | 19 marzo 1976        | 24 ottobre 1976  |
| 24 | The Testament of Arkadia    | Il testamento degli Arcadi     | 26 marzo 1976        | 9 gennaio 1977   |
| 18 | The Last Enemy              | Nemici invisibili              | 2 aprile 1976        | 21 novembre 1976 |

(Gli episodi sono qui sotto elencati in ordine di Prima TV Italia)

## Separazione
- Titolo originale: Breakaway
- Diretto da: Lee H. Katzin
- Scritto da: George Bellak

### Trama
Settembre 1999. Mentre fervono i preparativi per la missione Meta, pianeta dal quale giungono segnali che potrebbero essere testimonianza di vita intelligente, sulla base lunare Alpha una letale malattia comincia a mietere vittime tra gli astronauti in addestramento. Il nuovo comandante John Koenig indaga sulle misteriose morti, coadiuvato dal professor Victor Bergman e dalla dottoressa Helena Russell, convinti che le cause dei decessi siano da ricercare in una perdita radioattiva nei depositi di scorie atomiche sotterrati nel sottosuolo lunare. Spinto dal commissario Gerald Simmonds, promotore della missione Meta, a non dare troppo peso alla pur drammatica situazione, Koenig scopre infine la verità: un flusso di radiazioni magnetiche originatosi sotto i depositi nucleari rischia di dare origine a una catastrofica reazione a catena in grado di provocare un disastro. Nonostante un piano di emergenza che vede impegnate tutte le Aquile di Alpha, volto a disperdere i contenitori di scorie per spezzare il terribile flusso magnetico, non è possibile evitare che i depositi atomici deflagrino in un'apocalittica esplosione che agisce come razzo vettore sull'intero satellite. La Luna viene scagliata fuori dalla propria orbita, nel profondo dello spazio. L'operazione Esodo non può essere applicata, poiché il computer è stato programmato solo per l'orbita intorno alla Terra, e Koenig decide di non rischiare. Per i 311 abitanti della base lunare Alpha comincia una drammatica avventura spaziale, alla ricerca di un nuovo mondo dove riprendere a vivere. Da Meta, intanto, giunge un flebile segnale che potrebbe indicare la presenza di forme di vita intelligente.
- Guest star: Roy Dotrice (Gerald Simmonds)

## Destinazione obbligata: Terra
- Titolo originale: Earthbound
- Diretto da: Charles Crichton
- Scritto da: Anthony Terpiloff

### Trama
Un'astronave aliena atterra sulla Luna e una squadra di Alpha riesce a penetrare nel suo interno, scoprendo sei camere di stasi con extraterrestri in animazione sospesa. Un incidente nel tentativo di aprire uno dei sarcofagi provoca la morte di uno degli alieni, ma il comandante Zantor, loro leader, una volta destatosi, comprende le buone intenzioni degli Alphani. Condotti su Alpha, gli ospiti rivelano di giungere da un pianeta morente, Kaldor, alla ricerca di un nuovo mondo in cui stabilirsi per ricominciare a vivere. Il computer della loro nave è programmato per raggiungere la Terra dopo 75 anni e, dal momento che un posto dell'equipaggio risulta ora vacante, l'offerta viene rivolta agli Alphani. Un drammatico esperimento di deanimazione viene condotto sulla dottoressa Russell ma, fortunatamente, alla fine l'esito è positivo: la sospensione vitale funziona anche con gli umani. Il commissario Simmons, insofferente alla sua condizione di naufrago spaziale sulla Luna, volendo tornare sulla Terra a tutti i costi senza attendere l'esito della scelta operata dal computer, ricatta Koenig minacciando la distruzione della base. Zantor suggerisce di accettare le condizioni. Simmons, nel timore che Zantor stia tramando qualcosa contro di lui, non accetta il suo invito a coricarsi, ma attende che tutti si siano coricati prima di farlo anche lui, impedendo così a Zantor di analizzarlo con il computer per impostare correttamente il sistema. Dopo il decollo con gli alieni, Simmons - risvegliatosi nel sarcofago e credendo di essere in prossimità della Terra - scopre che sono trascorsi solo pochi minuti dopo il decollo e che quindi su di sé la sospensione vitale non ha funzionato. Koenig, udendo le sue grida disperate dallo spazio, sospetta che Zantor sapesse bene a cosa andava incontro Simmonds, ma il prof. Bergman intuisce che il commissario avrà impedito a Zantor di farsi analizzare dal loro computer. Destinato a morire per carenza d'aria, il commissario non saprà mai che il computer della base aveva scelto proprio lui per la partenza.
- Guest star: Roy Dotrice (Gerald Simmons), Christopher Lee (Zantor)

## Sole nero
- Titolo originale: The Black Sun
- Diretto da: Lee H. Katzin
- Scritto da: David Weir

### Trama
Un grande asteroide sta transitando vicino ad Alpha. Inizialmente esso appare ben lontano dall'essere in rotta di collisione con la base lunare, ma improvvisamente il planetoide varia la sua traiettoria, portandosi proprio in una direzione che in meno di un minuto lo porterà a impattare su Alpha. Il personale della sala comando assiste attonito attraverso il grande schermo al passaggio dell'asteroide al di sopra della base, spostato nuovamente su un'altra rotta da una forza misteriosa. Le forze di marea provocano una leggera scossa tellurica sulla base. Poco dopo l'asteroide pare deformarsi e infine esplodere. Quasi subito appare chiaro che a cambiare traiettoria non è stato l'asteroide, ma la Luna stessa. Alpha sembra essere attratta verso un misterioso astro. Viene mandato l'astronauta Micheal Ryan, compagno di Sandra, su un'Aquila per investigare. Dopo aver osservato che anche il raggio laser dell'astronave viene inghiottito dallo strano corpo celeste, Ryan si porta a minor distanza dall'oggetto, che contemporaneamente Victor ha scoperto essere un sole nero. Il professore non fa in tempo ad avvertire la sala comando che l'Aquila viene catturata dalla gravità del sole nero. I propulsori e il sistema antigravitazionale si rivelano inefficaci e l'Aquila con lo sventurato astronauta viene spaghettificata fino a essere completamente distrutta. Per evitare di essere annientati dalle terrificanti forze gravitazionali, gli Alphani allestiscono un campo di forze antigravitazionali in grado di convertire la pressione del sole nero in energia per il campo stesso. Frattanto, Helen, Alan e Sandra fuggono insieme con altri tre Alphani sull'ultima Aquila rimasta intatta (i generatori delle altre astronavi sono infatti stati utilizzati per potenziare il campo di forze). La situazione peggiora rapidamente: il computer è fuori uso e l'energia disponibile per i servizi della base è sempre più scarsa. Quando la Luna raggiunge l'orizzonte degli eventi del sole nero, Koenig e Victor hanno una visione surreale, in cui si vedono precocemente invecchiati e odono (grazie all'estrema dilatazione temporale prodotta dalla gravità del sole nero) una misteriosa voce che rivela loro la possibile natura vivente dell'universo nella sua globalità, apparentemente confermando l'ipotesi avanzata da Victor che le leggi del cosmo avessero vegliato fin dall'inizio sugli abitanti della base Alpha. Quando Koenig e Victor si risvegliano scoprono di aver oltrepassato il sole nero. Tutto sembra andato per il meglio, ma l'Aquila di salvataggio pare perduta. Quando ogni speranza sembra ormai inconsistente, l'Aquila fa inaspettatamente ritorno sulla base. Qualcosa, rivela Helen, li ha guidati a casa.

## Questione di vita o di morte
- Titolo originale: Matter of Life and Death
- Diretto da: Charles Crichton
- Scritto da: Art Wallace e Johnny Byrne

### Trama
Rinasce la speranza tra gli uomini di Alpha, quando la ricognizione del pianeta Terra Nova sembra garantire un futuro ai naufraghi dello spazio, ma l'Aquila inviata riporta misteriosamente su Alpha l'astronauta Lee Russell, marito di Helena disperso anni prima nello spazio. L'uomo avverte il comandante Koenig di non avvicinarsi al pianeta, ma non riesce a dare sufficienti spiegazioni del pericolo, morendo durante l'interrogatorio. Terra Nova sembra offrire condizioni adatte alla vita umana, così Koenig ordina una nuova missione sul pianeta. Dopo una prima impressione favorevole sul nuovo mondo, catastrofiche forze si scatenano all'improvviso, la Luna esplode e la squadra sbarcata e comandata da Koenig trova la morte sul pianeta devastato. Solo Helena sopravvive, raggiunta nuovamente dal marito. Questi, che vive in forma di antimateria, le spiega che non si muore, ma si cambia solo forma e che nello spazio ci sono molte forme di vita e di morte; poi le dice che devono andar via. Quando Helena le chiede come, le risponde che l'aiuterà lui e che il tempo e lo spazio sono un prodotto umano. Improvvisamente tutto cambia, Koenig le si fa incontro, la Luna torna a splendere in cielo, e il comandante ordina il rientro definitivo su Alpha.
- Guest star: Richard Johnson (Lee Russell)

## Fiocco azzurro su Alfa
- Titolo originale: Alpha Child
- Diretto da: Ray Austin
- Scritto da: Christopher Penfold

### Trama
La prima nascita di un bambino su Alpha viene a coincidere con un fatto straordinario: il piccolo Jackie, figlio di un addetto alla Sala Generatori defunto mesi prima, si sviluppa in pochi secondi fino a raggiungere i cinque anni di età. Il bambino, sordomuto, accolto prima con timore e poi con reale trasporto affettivo dagli Alphani (tranne dalla madre Sue, che ne è terrorizzata) diventa il preferito della base, ma il comandante Koenig non può fare a meno di chiedersi il perché della misteriosa mutazione. Un'astronave aliena proveniente dallo spazio profondo si posiziona in seguito sulla base, seguita da altre tre navi. Jackie sembra essere consapevole della presenza aliena e in grado anche di agire sulle menti degli Alphani. Un tentativo di attacco da parte delle Aquile di Carter viene sventato dalle quattro navi, che neutralizzano i mezzi terrestri senza però distruggerli. Mentre Koenig, Carter, Kano e Morrow tentano una sortita per colpire le navi dal basso con i laser perforanti, Jackie cresce ulteriormente, trasformandosi nel potente Jarak, leader di una comunità di alieni fuggiaschi dall'omologazione genetica del loro mondo. La sua compagna Rena si incarna invece nella "madre" Sue e insieme i due prendono il controllo della base. Il loro piano è di "incarnarsi" negli Alphani per celarsi ai loro inseguitori, vivendo d'ora in avanti in simbiosi con gli umani. Un tentativo che comporta la morte fisica del personale di Alpha, sventato in extremis dal sopraggiungere di una gigantesca astronave che annienta i quattro vascelli dei compagni di Jarak. Lui e Rena fuggono per i corridoi della base, cercando una vana salvezza. Giunti in infermeria prendono in ostaggio Mathias e le infermiere e supplicano Koenig di accettarli fra loro. Quando si rendono conto che gli inseguitori hanno intenzione di distruggere la base se loro non si arrenderanno, ormai abbastanza "umanizzati", decidono di sacrificarsi per gli Alphani. Quando Koenig irrompe nel centro medico Jarak e Rena sono scomparsi, e al loro posto vi sono solo Sue col suo bambino. La nave cacciatrice si allontana dalla Luna, senza fare ulteriore danno.
- Guest star: Julian Glover (Jarak), Cyd Hayman (Cynthia Crawford/Rena)

## Un altro tempo, un altro luogo
- Titolo originale: Another Time, Another Place
- Diretto da: David Tomblin
- Scritto da: Johnny Byrne

### Trama
Un misterioso fenomeno spazio-temporale porta allo sdoppiamento della Luna e degli uomini sulla base Alpha. Tra il personale, Regina Kesslan sembra risultare particolarmente colpita dall'evento cosmico, che si traduce per lei come una sorta di ritorno al passato da una condizione di vita futura. Secondo il dottor Russell la ragazza vivrebbe contemporaneamente due esistenze, quella attuale su Alpha e quella su una Terra colonizzata dagli stessi Alphani più avanti nel tempo. Poco dopo il satellite errante nello spazio giunge in prossimità di quel che sembra a tutti gli effetti il sistema solare ed entra in orbita attorno alla Terra, ma un'altra Luna appare all'orizzonte. Regina subisce una crisi e muore nell'istante in cui la Luna torna a occupare la sua originale posizione intorno al pianeta madre. Koenig e Carter scoprono quindi che esiste sulla seconda Luna anche un doppione della base Alpha, che da tempo ha effettuato l'operazione Esodo sulla Terra, e rinvengono i cadaveri dei loro stessi doppioni, caduti con un'Aquila. Discesi poi sul pianeta, gli Alphani constatano che i loro doppi hanno dato origine a una comunità rurale sotto la guida dell'alter ego di Bergman. Questi rivela a Koenig che quando le due Lune entreranno in collisione tra loro, il tempo correggerà sé stesso e tutto tornerà normale: un solo tempo, una sola comunità. Dissuade quindi Koenig a discendere con i trecento Alphani sulla Terra, in quanto l'incontro coi propri doppi porterebbe alla morte, come accaduto a Regina e alla Helena Russell terrestre, che si è trovata a fronteggiare sé stessa. Tornati su Alpha, Koenig e gli altri assistono alla collisione-fusione delle due Lune, ritrovandosi incolumi in un altro settore di spazio e chiedendosi se la comunità terrestre sia mai esistita davvero.
- Guest star: Judy Geeson (Regina Kesslan)

## Forza vitale
- Titolo originale: Force of Life
- Diretto da: David Tomblin
- Scritto da: Johnny Byrne

### Trama
Una misteriosa forza aliena, una sfera di luce blu, s'impossessa del tecnico Anton Zoref, che lavora nel più delicato ambiente di Alpha, quello dei generatori atomici. Contro la propria volontà Zoref è ora costretto dall'intruso alieno che alberga in lui ad assorbire l'energia vitale dal corpo umano per sopravvivere, riducendo a blocchi di ghiaccio le sue vittime. Durante gli attacchi da carenza energetica, il tecnico perde completamente il controllo di sé e aggredisce, uccidendoli, il collega Dominix e l'infermiera Preston. Mentre Koenig e Bergman cercano di capire il perché delle inspiegabili morti e dei bruschi cali di energia in vari settori della base, Zoref comincia a intuire di essere in preda di un intruso alieno, sfuggendo alle attenzioni della moglie Eva, preoccupata per il suo comportamento. L'esigenza di energia vitale si fa impellente: Zoref si "ricarica" nel Solarium di Alpha, ma viene fermato dall'intervento del comandante. Rinchiuso in isolamento, mentre si cerca una soluzione al problema, il tecnico riesce a evadere uccidendo una guardia e dirigendosi verso l'area generatori, dove potrebbe dare inizio a una devastante reazione a catena. La caccia all'uomo termina alle porte del settore nucleare: il laser di Carter colpisce a morte Zoref mentre tenta di aggredire Koenig e Bergman. "Rigeneratosi" proprio grazie alla scarica energetica, come un mostruoso zombie carbonizzato Zoref si rialza e penetra nel generatore. Un'intera sezione di Alpha esplode, fortunatamente senza fare ulteriori vittime, prima che la sfera aliena possa allontanarsi dalla Luna, fatto il pieno di energia. Bergman ipotizza che forse quella strana forma di esistenza possa costituire il futuro cuore pulsante di una stella.
- Guest star: Ian McShane (Anton Zoref)

## L'ultimo tramonto
- Titolo originale: The Last Sunset
- Diretto da: Charles Crichton
- Scritto da: Christopher Penfold

### Trama
Una sonda proveniente dal pianeta Ariel, agganciatasi all'Aquila di Carter, fornisce alla Luna un'atmosfera respirabile, permettendo agli Alphani di uscire dalla base e di sognare la costruzione di un nuovo mondo e distogliendoli dal proposito che inizialmente avevano di scendere su Ariel. Prendere il sole, correre sotto la pioggia, perfino giocare a tennis sembra non essere più solo un sogno per i naufraghi dello spazio. Un'Aquila da ricognizione, inviata alla ricerca di un luogo ideale dove costruire la nuova Alpha, precipita però al suolo dopo aver attraversato un banco temporalesco. Koenig e Bergman danno inizio alle ricerche dei dispersi, ma scoprono anche che la nuova atmosfera lunare provoca un progressivo deterioramento delle strutture della base. Senza possibilità di comunicare con Alpha, l'equipaggio dell'Aquila comincia a risentire della mancanza di acqua: Sandra è ferita, Paul e Alan cominciano ad accapigliarsi l'un con l'altro, Helena cerca di mantenere la calma. Durante una delirante "passeggiata" in mezzo a una tormenta di sabbia, Paul scopre dei funghi che riescono a fornirgli un'energia prodigiosa. Costruisce una baracca e vi porta Sandra; cerca di convincere gli altri a mangiare i funghi miracolosi (in realtà pregni di sostanze allucinogene), ma mostra sempre più i segni di una follia mistica. A mal partito con il vice-comandante in preda ai raptus, i naufraghi sono salvati all'ultimo minuto da Koenig, che ingaggia una furiosa lotta con Paul, mettendolo KO. Intanto le sonde trasmettono un messaggio degli abitanti di Ariel per spiegare che il loro scopo era stato dissuadere gli Alphani dallo sbarco sul loro pianeta, non ritenendoli idonei per una convivenza pacifica. Le sonde quindi intervengono per privare nuovamente la Luna della sua atmosfera, destinata altrimenti a trasformarsi in ghiaccio a causa del progressivo allontanamento dal sole di Ariel, prima di lasciare gli Alphani al loro destino. Non resta che assistere malinconicamente all'ultimo tramonto.
- Nota. L'episodio ebbe un'unica trasmissione in Rai nell'estate del 1976. Secondo un comunicato ufficiale, l'unica copia in italiano sarebbe andata perduta. Nell'edizione in DVD della serie, la pista audio in italiano si basa su una registrazione su audiocassetta fornita da un telespettatore, in un'epoca anteriore all'introduzione del videoregistratore, apponendo il microfono di un registratore a nastro accanto all'apparecchio televisivo. La registrazione, tuttavia, non copre i primi minuti dell'episodio: per uno sciopero dei giornalisti Rai, l'edizione serale del telegiornale fu soppressa senza preavviso e il telespettatore si sintonizzò, come tanti, a trasmissione iniziata. I minuti mancanti sono in audio originale sottotitolato. Un comunicato del 1º aprile 2007 da un sito web che opera nel settore del commercio di DVD[1] ha ufficializzato il ritrovamento della copia italiana in 16 mm dell'episodio, con il doppiaggio integro in italiano; dalla ricostruzione degli avvenimenti la bobina audio originale del doppiaggio, fornita alla RAI per la sincronizzazione con il filmato, fu per qualche motivo rispedita all'istituto di doppiaggio e da questi venduta accidentalmente a un collezionista con altri reperti della serie; l'acquirente, leggendo su dei blog dello smarrimento dell'episodio, ha accettato di mettere a disposizione il materiale in suo possesso per ricavarne una copia. Il 5 febbraio 2009 alle ore 01:30 (in replica il giorno successivo alle 15.20) il canale digitale terrestre Steel ha trasmesso L'ultimo tramonto con audio italiano integrale e totalmente restaurato, direttamente tratto dal materiale ritrovato.

## Il ritorno del Voyager
- Titolo originale: Voyager's Return
- Diretto da: Bob Kellett
- Scritto da: Johnny Byrne

### Trama
Il Voyager Uno, una sonda lanciata dalla Terra nel 1985 per esplorare lo spazio al di fuori Sistema Solare, si avvicina alla Luna, provocando la distruzione di un'Aquila da ricognizione con la sua spaventosa irradiazione neutronica. Sorta di involontaria macchina di distruzione, con la rivoluzionaria propulsione Queller che annienta ogni forma di vita al suo passaggio, il Voyager contiene anche la mappatura di tutti i mondi vivibili incontrati nel suo viaggio infinito, un tesoro molto ambito dai naufraghi della base Alpha. Falliti tutti i tentativi di disinnesco del motore atomico, già si pensa di fare esplodere la nave, quando il professor Ernst Linden (già Queller), schivo scienziato relegato sulla base e vittima del rimorso per le morti causate dalla sua invenzione, rivela a tutti la sua vera identità e cerca di disattivare la propulsione della nave. Ferito in uno scontro col suo assistente Jim Haines, che perse i genitori a causa del primo fallimentare esperimento della propulsione Queller, il professore riesce comunque a fare atterrare su Alpha la sonda, resa innocua. Ma tre astronavi sidoniane sono sulla sua scia, alla ricerca del pianeta d'origine del Voyager per annientarlo, in un'inutile ritorsione a causa della morte per inquinamento neutronico del loro sistema solare. Il loro impietoso leader, Archon, rifiuta ogni spiegazione da parte degli Alphani e allora il professor Queller decide di compiere il sacrificio supremo: indirizzando il Voyager contro gli attaccanti ne provoca la totale distruzione, immolandosi con esso. A Jim Haines, che troppo tardi ha scoperto il valore del suo mentore, rimane il compito di analizzare la preziosa memoria del Voyager.
- Guest star: Jeremy Kemp (Ernst Linden/Queller)

## Il pianeta incantato
- Titolo originale: Guardian of Piri
- Diretto da: Charles Crichton
- Scritto da: Christopher Penfold

### Trama
L'avvicinamento della Luna al pianeta Piri altera sensibilmente il funzionamento del computer di Alpha e una forza misteriosa provoca la scomparsa di alcuni uomini del personale: i due piloti dell'Aquila da ricognizione e David Kano, il cibernetico, dopo aver tentato un pericoloso esperimento di interconnessione uomo-macchina per cercare di capire la fonte di disturbo dei dati. Koenig scende sul pianeta con Carter per trovare una risposta: il nuovo mondo, dai colori vivaci e coperto di curiose formazioni sferiche, sembra davvero un regno incantato. Il comandante ritrova gli uomini spariti, ridotti a una sorta di manichini viventi, e scopre inoltre che la vita su Piri è raggelata nel tempo e che ogni essere vivente si consuma alla stregua di vegetale, vinto dal potere del Grande Guardiano, una macchina che parla per tramite di una splendida ragazza. La donna offre a Koenig la pace di Piri, troppo simile alla morte, e Koenig rifiuta, riuscendo a fatica a tornare su Alpha dopo aver messo KO Carter, a sua volta vittima dell'influenza aliena. Anche sulla base tutti vengono ammaliati dal Grande Guardiano, ribellandosi a Koenig e mettendolo in isolamento mentre prende il via l'operazione Esodo verso il pianeta. Rimasto solo su Alpha, Koenig subisce l'ultimo tentativo di persuasione da parte della donna piriana. Sull'ultima Aquila rimasta scende sul pianeta, "risveglia" la dottoressa Russell dal letargo con l'elettroshock e affronta gli Alphani, sobillati dalla ragazza per ucciderlo. Colpendo con il laser lei, che si rivela un robot, il potere del Grande Guardiano si spezza e il tempo riprende a scorrere. Piri è spazzato da un'ondata catastrofica, che induce gli Alphani a fuggire. Con la distruzione della macchina il pianeta torna alla vera vita, ma le Aquile di Alpha sono già decollate alla volta della Luna, che si allontana nello spazio.
- Guest star: Catherine Schell (portavoce della macchina)

## Gli occhi di Tritone
- Titolo originale: Ring Around the Moon
- Diretto da: Ray Austin
- Scritto da: Edward di Lorenzo

### Trama
Un globo arancione apparso nello spazio immobilizza la Luna e utilizza il tecnico Ted Clifford come tramite per ottenere informazioni dal computer della base, finendo però con l'ucciderlo. Si tratta di una sonda del pianeta Tritone, non necessariamente ostile, con il compito millenario di studiare il più possibile i fenomeni celesti. 
Nel tentativo di salvare Carter, precipitato con l'Aquila da ricognizione, la dottoressa Russell viene catturata dalle macchine di Tritone e programmata a sua volta come un computer umano per la trasmissione di informazioni. Rimandata su Alpha e "attivata" periodicamente dalla sonda tritoniana, Helena sa di non poter sopravvivere a lungo al trattamento. Koenig e Carter, su un'Aquila dotata di uno scudo speciale, riescono a deflettere il campo di forze attorno alla sonda, ma non riescono a tentare l'atterraggio. 
Bergman, intanto, compie una strabiliante scoperta: il pianeta Tritone non esiste più, distrutto da una catastrofe cosmica, e suppone che le sue sonde inviate nello spazio ne siano all'oscuro. Il comandante riesce a planare sulla sonda, entrando in contatto con l'entità che ne è a capo. Grazie ai dati raccolti da Bergman e inviati da Helena, Koenig convince gli alieni che la loro missione nello spazio non ha più alcuno scopo e la sonda tritoniana, compresa la verità sul proprio luogo d'origine, si autodistrugge, liberando la Luna dal suo influsso.

## Gli amanti dello spazio
- Titolo originale: Missing Link
- Diretto da: Ray Austin
- Scritto da: Edward di Lorenzo

### Trama
L'Aquila di Alpha inviata sul pianeta Zenno precipita per un misterioso guasto sulla Luna. Il comandante Koenig e Sandra Benes rimangono gravemente feriti. Mentre fervono le operazioni di recupero, però, Koenig subisce uno sdoppiamento di immagine che lo porta a raggiungere una copia di Alpha deserta, dove sembra essere osservato da umanoidi extraterrestri. Mentre il suo corpo reale giace ancora ferito sull'Aquila, la sua immagine viene trasportata su Zenno, ospite dell'antropologo Raan e di sua figlia Vana, ansiosi di poter studiare finalmente un essere umano del passato, l'anello mancante tra come gli zenniti erano e come sono adesso. Il riluttante comandante, prigioniero d'eccezione, è sottoposto a vari esperimenti che portano alla luce la violenza interiore dell'uomo, scatenata dalla paura, e Raan stesso rimane sconcertato dalle reazioni. Inaspettatamente, però, tra Vana e Koenig sboccia l'amore mentre il corpo reale del terrestre su Alpha lotta tra la vita e la morte. Raan comprende di non poter forzare le cose a proprio favore, temendo di perdere la figlia, e convince Koenig, ormai deciso a restare su Zenno, a tornare invece su Alpha, grazie alla provvidenziale comparsa dell'immagine di Sandra, che mette il comandante di fronte alle sue responsabilità. Proprio quando le speranze di salvare Koenig sono andate esaurendosi, nonostante il disperato intervento di Alan Carter che cerca di impedire alla dottoressa Russell di togliere i contatti sulla macchina di rianimazione che tiene in vita John, l'immagine del comandante torna e si ricongiunge col corpo, e i suoi occhi si riaprono alla vita.
- Guest star: Peter Cushing (Raan), Joanna Dunham (Vana)

## Fantasma su Alpha
- Titolo originale: The Troubled Spirit
- Diretto da: Ray Austin
- Scritto da: Johnny Byrne

### Trama
Durante un esperimento tra scienza ed esoterismo compiuto della serra idroponica di Alpha (dove si cerca di entrare in contatto con le piante per aumentare le possibilità vitali degli Alphani), il botanico Dan Mateo subisce un collasso, che corrisponde al manifestarsi di una misteriosa e impalpabile forza esterna. La dottoressa Russell viene terrorizzata al centro medico da un “inesistente” Alphano dal viso scarnificato, l'energia della base subisce delle flessioni, l'anziano dottor Warren, da sempre avverso alle teorie “parascientifiche” del giovane Mateo, viene trovato ucciso in modo orrendo, soffocato dal terrore. Mateo stesso avverte una presenza che lo segue ovunque vada e si manifesta addirittura sulla sua persona (per un istante vede la propria mano spaventosamente bruciata). Quando anche la sua assistente Laura Adams viene trovata uccisa dopo l'ennesimo scoppio d'ira di Mateo, che ha constatato l'interdizione dei suoi esperimenti voluta dal comandante Koenig, il giovane comincia a rendersi conto che è lui stesso la fonte della presenza sconosciuta e assassina sulla base. 
Il professor Bergman induce Koenig a lasciare carta bianca a Mateo e a consentirgli di replicare l'esperimento per potere identificare l'essere. Durante una sorta di seduta spiritica, Mateo, in trance, evoca un altro sé stesso, il cui viso è orrendamente devastato. Il doppio di Mateo si rivela essere il suo stesso spirito, tornato per vendicare una morte atroce, la propria morte, causata dall'azione collettiva degli Alphani. Per il momento lo spettro di Mateo viene allontanato e Bergman propone una specie di esorcismo scientifico che possa debellare l'energia distruttrice prodotta dal botanico. Eccitandone la furia repressa con un farmaco e tenendo immobilizzato il giovane all'interno di un'area elettrificata, il fantasma di Mateo si scatena con tutta la sua ira, cercando di uccidere Koenig. Ma è lo stesso Mateo, liberatosi, ad affrontarlo in una lotta mortale che li porta a essere fulminati entrambi dal cordolo energetico: lo spirito svanisce, Mateo muore, il suo viso orrendamente sfigurato. Una fine predestinata, che lascia il comandante Koenig affranto di fronte al più grande dei misteri, quello universale della vita e della morte.
- Guest star: Giancarlo Prete (Dan Mateo)

## Mondo proibito
- Titolo originale: War Games
- Diretto da: Charles Crichton
- Scritto da: Christopher Penfold

### Trama
La Luna, avvicinatasi a un nuovo mondo, incappa in una guerra spaziale dopo che Koenig ordina per primo di aprire il fuoco contro due flottiglie di navi da guerra di tipologia terrestre, i Falchi, che si avventano all'improvviso su Alpha radendola al suolo. Le difese alphane vengono facilmente debellate, le Aquile quasi tutte distrutte, il personale dimezzato. Un gigantesco incrociatore spaziale si avvicina per il colpo di grazia, ma viene disintegrato dall'ultima Aquila dotata di laser alla guida di Alan Carter. 
Colpita comunque a morte, la base non può più supportare la vita umana, per cui Koenig e Helena decidono di scendere sul misterioso pianeta, nel tentativo di stabilire un rapporto di non ostilità. I due sono introdotti al cospetto di una coppia di alieni privi di emozioni, che negano di aver sferrato l'attacco mortale e rifiutano di accogliere i terrestri superstiti, considerando la razza umana alla stregua di un virus da debellare. Koenig perde il controllo finendo col venire ucciso dall'extraterrestre mentre Helena rimane imprigionata nel loro freddo mondo, dove comprende l'essenza di un pianeta su cui non esiste la paura. Gli alieni consentono alla dottoressa di resuscitare Koenig, che fa ritorno all'Aquila. Alpha intanto viene evacuata e Bergman ne celebra un commosso addio. A metà strada nello spazio, Koenig si trasferisce sull'Aquila di Alan e cerca di forzare le difese planetarie, fallendo miseramente nel tentativo. La nave esplode, Carter resta ucciso, il comandante stesso si perde nello spazio. Helena intanto comprende che quel mondo privo di paura ma anche di tutte le altre emozioni non è fatto per gli esseri umani. Di fronte alla scelta di restare o di tornare ai propri simili la dottoressa sceglie la seconda. I due alieni fanno in modo che Koenig si rimaterializzi sul pianeta e scateni un'ecatombe nucleare. Ma tutto quel che è accaduto non è che un'allucinazione indotta dagli extraterrestri per far sì che gli Alphani vincano le loro innate paure e che Koenig non dia il primo, scatenante ordine di attacco contro i Falchi in avvicinamento, che si dissolvono nel nulla davanti alla nuova decisione, questa volta fiduciosa, del comandante.
- Guest star: Anthony Valentine (alieno maschio), Isla Blair (alieno femmina)

## Il pianeta di ghiaccio
- Titolo originale: Death's Other Dominion
- Diretto da: Charles Crichton
- Scritto da: Anthony Terpiloff e Elizabeth Barrows

### Trama
Da Ultima Thule, mondo coperto da ghiacci perenni, giunge per Alpha l'invito, unito anche da un severo monito di tutt'altro avviso, a scendere nelle brume del pianeta. Un'Aquila da ricognizione tenta l'atterraggio, ma il gruppo si perde in una bufera: Koenig, Bergman e Helena vengono salvati dagli uomini della missione Uranus, naufragati anni prima sul pianeta, mentre Carter riesce a fatica a tornare sulla Luna con l'astronave. 
I superstiti terrestri, guidati dal dottor Cabot Rowland, affascinano gli Alphani decantando le peculiarità del pianeta di ghiaccio, il luogo dove la vita è eterna (tutti hanno più di ottocento anni, secondo il computo locale) e anche l'eterna giovinezza - tutti dimostrano dai 30 ai 50 anni. Gli uomini sono barbuti alla Jethro Tull e vestono tra il Monastico e il Cavernicolo: pellicce e saio. Tante donne sono semi svestite, altre banalmente infagottate. Il dottor Dowland mostra a Koenig una gigantesca astronave in allestimento, che servirà per avventurarsi nuovamente nello spazio alla stregua di veri e propri semidei. Se Bergman e Helena sono favorevolmente colpiti dalla previsione futura, Koenig dà piuttosto retta all'ex colonnello Jack Tanner, ora un apparente disabile mentale, ma in realtà molto più intelligente di chiunque altro, il quale gli mostra il prezzo dell'immortalità: osceni esperimenti condotti da Rowland su molti uomini dell'equipaggio, ridotti a vacui zombie semoventi, in un'inutile parvenza di vita vegetale. 
L'arrivo di Carter e Mathias crea una situazione di stallo tra chi vorrebbe fuggire da Ultima Thule e molti Alphani che invece vorrebbero trasferirvisi. Per comporre la disputa, Rowland e Koenig optano per una scelta democratica: sarà la maggioranza a decidere il proprio futuro. Rowland accetta di recarsi su Alpha per illustrare il suo punto di vista, Koenig prende invece le parti di coloro che vogliono restare, ormai già avanti sulla strada della comprensione del terribile segreto di Ultima Thule, cripticamente rivelato da Jack Tanner. Sull'Aquila, Rowland si decompone orrendamente in pochi secondi: ciò che ha scambiato per immortalità non era che la preservazione del corpo strettamente legata all'ecoambiente del pianeta.
Nell'ultima trasmissione d'addio tra le due comunità terrestri, Tanner annuncia di aver preso il comando dei superstiti e di dirigere le ricerche di Rowland per il recupero dei catatonici.
- Guest star: Brian Blessed (dott. Cabot Rowland), John Shrapnel (colonnello Jack Tanner)

## Rotta di collisione
- Titolo originale: Collision Course
- Diretto da: Ray Austin
- Scritto da: Anthony Terpiloff

### Trama
Durante un'operazione spaziale per evitare la collisione con un asteroide di passaggio, l'Aquila di Alan Carter finisce dispersa nella nuvola di radiazioni conseguente l'esplosione del corpo celeste. Koenig e Morrow, a bordo di un'altra astronave, riescono a soccorrere il compagno, ma scoprono che un gigantesco pianeta errante risulta anch'esso in rotta di collisione con la Luna. Per evitare il nuovo disastro è necessario collocare potenti mine spaziali tra i due corpi celesti, in modo che l'onda d'urto possa distanziarli tra loro. Mentre il piano di Bergman viene messo in atto, dal mondo errante decolla un'astronave che attira nel suo interno l'Aquila di Koenig. Il comandante entra in contatto con Arra, regina di Atheria, che rivela il grandioso futuro che spetta alla razza umana nel cosmo, a dispetto di quanto accadrà agli atheriani, destinati a evolversi in una nuova forma di vita dopo la collisione tra Atheria e Luna. 
Koenig rientra su Alpha e cerca di convincere i compagni a rispettare i dettami di Arra, attendere cioè la collisione nella certezza che la base non sarà distrutta, ma nessuno gli crede. Bergman e Helena, ritenendolo colpito come Alan dalle radiazioni e vittima di strane allucinazioni (in realtà anche l'astronauta è in contatto con Arra), lo confinano e portano avanti il piano prestabilito. Con l'aiuto immateriale di Arra e quello di Carter, il comandante fa irruzione in sala comando per impedire lo scoppio delle mine. In un drammatico crescendo che vede gli Alphani lottare tra di loro, la collisione ha infine luogo, ma i due corpi celesti si sfiorano soltanto: la Luna, intatta, prosegue la sua corsa, Atheria scompare, trascendendo sé stessa.
- Guest star: Margaret Leighton (Arra)

## Nemici invisibili
- Titolo originale: The Last Enemy
- Diretto da: Bob Kellett
- Scritto da: Bob Kellett

### Trama
Sul pianeta Betha, governato da sole donne, ci si appresta a inviare un incrociatore da battaglia sulla Luna vagante nello spazio che si è avvicinata al sistema di Gamma, in modo che possa costituire un fronte d'attacco contro l'altro pianeta, Delta, abitato da soli uomini, entrambi i mondi invisibili l'un l'altro per la presenza dell'astro in mezzo a loro. La comandante Dione neutralizza le difese di Alpha, atterra con il Satazius a poca distanza dalla base e scatena un furioso lancio di missili verso Delta, che risponde allo stesso modo, inviando una propria corazzata. Nella prima fase della battaglia, che avviene sotto gli occhi impotenti degli Alphani inermi, l'astronave di Delta viene distrutta, ma anche il Satazius è colpito gravemente. Dione, unica scampata al disastro, si reca con una capsula su Alpha, chiedendo asilo. Il comandante Koenig ridimensiona subito la sua arroganza, rinfacciandole colpe e spregiudicatezza, e cerca di prendere tempo in modo che la Luna si allontani il più possibile dai due mondi belligeranti, elemento di disturbo nel loro equilibrio di forze. Propone quindi una tregua fra le due fazioni, gestita e garantita da Alpha stessa. Con l'aiuto di Dione contatta quindi i due Alti Comandi di Theia e Talos, che concordano la cessazione delle ostilità. 
Dione cambia tattica di comportamento, facendosi melliflua e intrigante, e propone a Koenig l'accoglienza pacifica del proprio mondo. Il comandante non si lascia ingannare e accantona l'offerta. Dione, non aspettandosi resistenza, si smaterializza e torna alla sua nave, iniziando un nuovo furioso attacco contro Delta. Il Satazius, ritenuto fuori uso, in realtà è pienamente funzionante e ora è l'unica piattaforma di tiro presente sulla Luna in grado di distruggere Delta. Talos chiede che Alpha fornisca le coordinate della nave, minacciando la base di distruzione e Dione è pronta a fare la stessa cosa qualora venissero fornite. Koenig inscena la sua fuga da Alpha, diretto con un moonbuggy verso il Satazius. 
Confusa dal comportamento del comandante, Dione troppo tardi comprende che il moonbuggy è una trappola esplosiva teleguidata da un fantoccio: il Satazius viene annientato e Talos autodistrugge i missili in volo verso Alpha.
- Guest star: Caroline Mortimer (Dione), Maxine Audley (Theia), Kevin Stoney (Talos), Carolyn Courage (Prima ragazza), Suzanne Roquette (Tanya Aleksandr), Sarah Bullen (Operatrice Kate), Claire Lutter (Operatrice Centro Comando), Andy Sutcliffe (Operatore Centro Comando), Laurie Davis (Operatrice Centro Comando), Andy Dempsey (Operatore Centro Comando), Maggie Wright (Operatrice Centro Comando), Uffe Neumann (Astronauta nel corridoio), Shane Rimmer (Voce Pilota Aquila 2), John Lee-Barber (Pilota Aquila 5), Tony Allyn (Guardia di sicurezza), Robert Case (Guardia), Quentin Pierre (Guardia di sicurezza), Linda Hooks (Seconda ragazza), Tara Faraday (Terza ragazza), Alan Bennion (Alieno)

## Fine dell'immortalità
- Titolo originale: End of Eternity
- Diretto da: Ray Austin
- Scritto da: Johnny Byrne

### Trama
Nel tentativo di penetrare in una grotta artificiale fornita di sacca d'aria su un asteroide alla deriva nello spazio, gli Alphani provocano un'esplosione e il ferimento mortale dell'extraterrestre che vi è celato. Portato sulla base nel tentativo disperato di salvarlo, l'alieno muore, solo per tornare subito dopo in vita completamente rigenerato. Insensibile ai laser, l'umanoide sembra cercare solo l'aiuto e la comprensione dei terrestri, narrando loro una straziante storia di reclusione, schiavitù e condanna personale come conseguenza delle sue azioni libertarie sul pianeta Progron, dove vige la dittatura. Una penosa condanna, disumana, in quanto Balor di Progron è immortale e avrebbe dovuto passare l'eternità confinato nel suo asteroide-prigione, per aver tentato di risvegliare dal letargo i suoi simili, resi apatici dall'immortalità. Tutti gli Alphani rimangono turbati dal racconto, e accettano commossi Balor tra loro; solo il comandante Koenig nutre dei dubbi sull'essere. Nella caverna c'erano molti dipinti con scene di dolore, morte, tortura e distruzione, che sembravano coinvolgere un intero mondo e non un singolo individuo. Un membro della spedizione, l'astronauta Mike Baxter, che nell'esplosione ha riportato la lesione del nervo ottico, viene avvicinato dal mellifluo extraterrestre e subito dopo si rivolge contro il comandante in uno scoppio di inaudita violenza, colpendolo a morte con un modellino d'aeroplano d'acciaio per poi crollare a sua volta senza vita. Balor cura quindi le ferite di Koenig, come dimostrazione della sua potenza. Ormai la situazione è chiara, come lo stesso alieno confessa a Koenig: bandito dal suo stesso popolo, che aveva sottoposto a orrende torture per soddisfare i suoi inumani desideri, Balor si rivela un folle psicopatico, pronto a fare a pezzi Alpha pur di piegare Koenig a eseguire il suo volere. Il comandante si presta come esca per un piano quasi suicida: in una zona deserta di Alpha, senza più indicazioni su porte e pareti, affronta l'alieno a faccia a faccia, nel tentativo di chiuderlo in una camera di compensazione e di lanciarlo nello spazio. Ci riesce in extremis, dopo un duro confronto. Il corpo di Balor si allontana dalla Luna, ormai inoffensivo.
- Guest star: Peter Bowles (Balor)

## Circolo chiuso
- Titolo originale: The Full Circle
- Diretto da: Bob Kellett
- Scritto da: Jesse Lasky Jr. e Pat Silver

### Trama
L'Aquila da ricognizione inviata sul verdeggiante pianeta Retha rientra telecomandata su Alpha con a bordo un uomo dell'età della pietra. Scattano subito le ricerche della squadra dispersa, ma anche i soccorsi guidati da Koenig e Helena si perdono in una fitta zona di nebbia. Alan Carter, nel seguire le tracce del Comandante, viene assalito da umanoidi cavernicoli, che hanno nel frattempo rapito anche Sandra dall'Aquila. È proprio la giovane analista dati a compiere la terribile scoperta: tutti gli Alphani scesi su Retha si sono tramutati in uomini delle caverne, costituendo una brutale comunità dimentica di ogni forma di civiltà. Il capotribù e la sua compagna, che Sandra riconosce per Koenig e Helena, ma non è a sua volta riconosciuta, non sembrano avere intenzioni crudeli, ma, quando un altro primitivo cerca di compiere delle goffe avances nei suoi confronti, scatena da un lato l'ira del capo e dall'altro la gelosia della sua donna. Tra due fuochi, Sandra colpisce con una pietra il capotribù; riesce poi a fuggire nella notte, ma viene subito ricatturata. Un'altra Aquila con a bordo Bergman e Kano raggiunge Alan, che ha scoperto le grotte dei cavernicoli. Qui il trio assiste alle esequie funebri del capotribù ancora vivo, destinato a essere sepolto vivo. Victor vi ravvisa i tratti del Comandante, che spaventato da un raggio laser fugge nella nebbia, ritornando così normale. Una volta rientrato su Alpha Koenig comprende che i cavernicoli non sono altri che gli Alphani regrediti e che Sandra è prigioniera dei suoi stessi compagni, votata al sacrificio per volere della compagna del capotribù. Ancora su Retha, Koenig impedisce a Carter di far fuoco sui cavernicoli, poi con l'aiuto di Bergman e di un fuoco incrociato di laser sospinge forzatamente il gruppo verso le brume. Al di là del banco nebbioso gli Alphani tornano tutti alla normalità.

## Il dominio del drago
- Titolo originale: Dragon's Domain
- Diretto da: Charles Crichton
- Scritto da: Christopher Penfold

### Trama
Il comandante Koenig è costretto a stordire Tony Cellini, apparentemente fuori di sé, per impedire che rubi un'Aquila. L'incidente risveglia in Tony vecchi ricordi della missione Ultra del 1996, il cui equipaggio fu sterminato, a eccezione dello stesso Cellini, da un mostro spaziale tentacolare. Incuriositi da un apparente parcheggio di astronavi - da semplici Cargo, a Vascelli Spaziali - decidono di agganciarsi a una di queste per apprestarsi a visitarla; neanche sanno in che condizioni sia l'interno dell'astronave, che l'acaro gigantesco si impossessa anche dalla loro. Cellini scappa col modulo dopo che, a stento, aveva impedito all'alieno di entrare anche in questo. Il mostro si nutre di carne umana, attraendo le vittime nelle sue fauci con una potente corrente di risucchio, ed espellendo poi le salme dalla stessa bocca, mummificate, senza gambe e sventrate, come fossero state vittime di una bomba allo zolfo. All'epoca, nessuno aveva creduto a questa storia, ma ora che la Luna si avvicina a quello stesso cimitero di astronavi che Cellini aveva descritto anni prima, i dubbi cominciano a farsi strada. Il secondo tentativo di Cellini di rubare un'Aquila ha successo, e il pilota dirige verso le astronavi per un faccia-a-faccia decisivo con il mostro. Anche lui finisce nella bocca dell'alieno, che viene ucciso da Koenig, per mezzo di un'ascia conficcata nel grande occhio luminoso.
- Guest star: Gianni Garko (Tony Cellini), Douglas Wilmer (commissario Dixon), Michael Sheard (dottor Darwing King)

## La missione dei Dariani
- Titolo originale: Mission of the Darians
- Diretto da: Ray Austin
- Scritto da: Johnny Byrne

Alpha riceve una chiamata di soccorso da un'immensa astronave dariana, lunga più di 20 miglia e larga più di 5. Scesi sulla nave, gli Alphani cominciano la ricerca dei sopravvissuti. Sulla nave vivono due distinte colonie di Dariani, una progredita e civilizzata, l'altra violenta e primitiva. Questi ultimi rapiscono Helena per sacrificarla al loro dio mentre, nell'altra colonia, Victor si rende conto che nemmeno questi Dariani sono così civilizzati come inizialmente aveva pensato.
- Guest star: Joan Collins (Kara)

## Il cervello spaziale
- Titolo originale: Space Brain
- Diretto da: Charles Crichton
- Scritto da: Christopher Penfold

### Trama
I canali di trasmissione di Alpha vengono invasi da misteriosi geroglifici non traducibili, un disperato tentativo di comunicazione che però rischia di non venire inteso dai terrestri. A inviarlo è un gigantesco anemone stellare che si trova su una rotta di collisione con la Luna vagante. Una prima ricognizione di Aquila Uno si risolve in un disastro: l'astronave è stritolata e ridotta a un ammasso ferroso, non più identificabile, che precipita su Alpha. Una seconda Aquila di soccorso si avvicina all'anemone e il co-pilota Kelly, in attività extraveicolare, viene "toccato" cerebralmente dall'entità aliena. Investito dal compito di portare a termine una specifica missione di salvataggio per entrambi i corpi celesti, Kelly, ricettacolo di un'onnipotente entità cosmica, invia al cervello spaziale tutti i dati specifici della Luna, osteggiato dagli Alphani che non riescono a comprendere il suo scopo. Febbricitante e non in grado di tollerare fisicamente la "possessione" aliena, Kelly subisce un crollo. Il comandante Koenig tenta una sorta di fusione mentale con lui per scoprire le intenzioni del cervello spaziale, apprendendo così che da quella gigantesca essenza cosmica dipendono migliaia di sistemi stellari e che la Luna vagante rischia di annientare nella sua corsa un sistema vitale che unisce migliaia di mondi. Con l'aiuto dei dati trasmessi e Kelly, gli Alphani inviano un'Aquila telecomandata piena di cariche atomiche per deviare la traiettoria lunare tramite l'onda d'urto delle esplosioni, ma il tentativo fallisce per un incidente a bordo e l'astronave ricade sulla Luna, miracolosamente messa in sicurezza da Koenig per quanto riguarda il suo carico nucleare. La situazione precipita, l'impatto è imminente: il cervello spaziale genera una sorta di schiumoso anticorpo che avvolge la base Alpha, penetrando all'interno e uccidendo Kelly, in stato comatoso al centro medico. In un drammatico tentativo di resistere alla spaventosa pressione generata dalla schiuma, gli Alphani cercano di controbilanciare le forze in gioco, fino a che la Luna, attraversato il cervello spaziale, non si trova oltre, miracolosamente intatta. I terrestri non possono fare altro che rimpiangere la distruzione (?) di quell'onnipotente ma vulnerabile cervello spaziale.
- Guest star: Shane Rimmer (astronauta Kelly), Carla Romanelli (operatrice Melita Janni)

## La macchina infernale
- Titolo originale: The Infernal Machine
- Diretto da: David Tomblin
- Scritto da: Anthony Terpiloff ed Elizabeth Barrows

### Trama
Una strana astronave si avvicina ad Alpha chiedendo il permesso di atterrare. Koenig accetta, e insieme a Victor e Helena sale sulla nave per dare il benvenuto agli ospiti. Qui gli Alphani incontrano un vecchio uomo che si fa chiamare "il compagno" e che chiede loro approvvigionamenti per Gwent. Koenig scopre che Gwent è in realtà l'intera nave e che gli approvvigionamenti non sono l'unica cosa di cui abbisogna. Il compagno è ormai morto, e Gwent minaccia di distruggere Alpha se non troverà qualcuno che prenda il suo posto.
- Guest star: Leo McKern ("il compagno")

## Il testamento degli Arcadi
- Titolo originale: The Testament of Arkadia
- Diretto da: David Tomblin
- Scritto da: Johnny Byrne

### Trama
La Luna si ferma nello spazio di un pianeta morto. L'energia della base scende precipitosamente fin quasi a zero, e agli Alphani non resta altra scelta che scendere sul pianeta. Quello che trovano è un mondo che sta timidamente tornando alla vita dopo un incredibile olocausto. Ovunque ci sono resti di alberi e animali terrestri, e in una caverna gli Alphani trovano scheletri umani e una scritta in sanscrito. Traducendo la scritta, gli Alphani apprendono che è su questo pianeta che la vita umana è cominciata, e che i Terrestri non sono altro che colonizzatori fuggiti dall'olocausto. Quando la Luna riprende il suo viaggio nello spazio, gli Alphani decidono di tornare sulla base, tutti meno due che restano sul pianeta per chiudere il cerchio.
- Guest star: Orso Maria Guerrini (Luke Ferro)